# Vîhoda, Borșciv
Vîhoda (în ucraineană Вигода) este localitatea de reședință a comunei Vîhoda din raionul Borșciv, regiunea Ternopil, Ucraina.

## Demografie
Componența lingvistică a localității Vîhoda
     Ucraineană (98,91%)
     Rusă (1,09%)
Conform recensământului din 2001, majoritatea populației localității Vîhoda era vorbitoare de ucraineană (98,91%), existând în minoritate și vorbitori de rusă (1,09%).